# Collegio uninominale Campania - 03 (2020)
Il collegio elettorale uninominale Campania - 03 è un collegio elettorale uninominale della Repubblica Italiana per l'elezione del Senato della Repubblica.

## Territorio
Come previsto dalla legge n. 51 del 27 maggio 2019, il collegio è stato definito tramite decreto legislativo all'interno della circoscrizione Campania.
È formato dal territorio di 137 comuni della provincia di Salerno: Acerno, Agropoli, Albanella, Alfano, Altavilla Silentina, Aquara, Ascea, Atena Lucana, Auletta, Baronissi, Battipaglia, Bellizzi, Bellosguardo, Bracigliano, Buccino, Buonabitacolo, Caggiano, Calvanico, Camerota, Campagna, Campora, Cannalonga, Capaccio Paestum, Casal Velino, Casalbuono, Casaletto Spartano, Caselle in Pittari, Castel San Giorgio, Castel San Lorenzo, Castelcivita, Castellabate, Castelnuovo Cilento, Castelnuovo di Conza, Castiglione del Genovesi, Cava de' Tirreni, Celle di Bulgheria, Centola, Ceraso, Cicerale, Colliano, Controne, Contursi Terme, Corleto Monforte, Cuccaro Vetere, Eboli, Felitto, Fisciano, Futani, Giffoni Sei Casali, Giffoni Valle Piana, Gioi, Giungano, Ispani, Laureana Cilento, Laurino, Laurito, Laviano, Lustra, Magliano Vetere, Mercato San Severino, Moio della Civitella, Montano Antilia, Monte San Giacomo, Montecorice, Montecorvino Pugliano, Montecorvino Rovella, Monteforte Cilento, Montesano sulla Marcellana, Morigerati, Nocera Inferiore, Nocera Superiore, Novi Velia, Ogliastro Cilento, Olevano sul Tusciano, Oliveto Citra, Omignano, Orria, Ottati, Padula, Palomonte, Pellezzano, Perdifumo, Perito, Pertosa, Petina, Piaggine, Pisciotta, Polla, Pollica, Pontecagnano Faiano, Postiglione, Prignano Cilento, Ricigliano, Roccadaspide, Roccagloriosa, Roccapiemonte, Rofrano, Romagnano al Monte, Roscigno, Rutino, Sacco, Sala Consilina, Salento, Salerno, Salvitelle, San Cipriano Picentino, San Giovanni a Piro, San Gregorio Magno, San Mango Piemonte, San Mauro Cilento, San Mauro la Bruca, San Pietro al Tanagro, San Rufo, Santa Marina, Sant'Angelo a Fasanella, Sant'Arsenio, Santomenna, Sanza, Sapri, Sassano, Serramezzana, Serre, Sessa Cilento, Siano, Sicignano degli Alburni, Stella Cilento, Stio, Teggiano, Torchiara, Torraca, Torre Orsaia, Tortorella, Trentinara, Valle dell'Angelo, Vallo della Lucania, Valva e Vibonati.
Il collegio è parte del collegio plurinominale Campania - 02.

## Eletti
| Elezione | Elezione | Senatore        | Partito           |
| -------- | -------- | --------------- | ----------------- |
|          | 2022     | Antonio Iannone | Fratelli d'Italia |

## Dati elettorali

### XIX legislatura
Come previsto dalla legge elettorale, 74 senatori sono eletti con sistema a maggioranza relativa in altrettanti collegi uninominali a turno unico.
| Candidati                                 | Candidati                 | Voti    | %     | Liste                          | Voti    | %     |
| ----------------------------------------- | ------------------------- | ------- | ----- | ------------------------------ | ------- | ----- |
|                                           | Antonio Iannone ✔️ Eletto | 155 787 | 41,61 | Fratelli d'Italia              | 94 279  | 25,18 |
| Forza Italia                              | Antonio Iannone ✔️ Eletto | 155 787 | 41,61 | 39 296                         | 10,50   |       |
| Lega                                      | Antonio Iannone ✔️ Eletto | 155 787 | 41,61 | 19 651                         | 5,25    |       |
| Noi moderati/Lupi - Toti - Brugnaro - UDC | Antonio Iannone ✔️ Eletto | 155 787 | 41,61 | 2 561                          | 0,68    |       |
|                                           | Anna Petrone              | 91 848  | 24,53 | Partito Democratico-IDP        | 70 949  | 18,95 |
| Alleanza Verdi e Sinistra                 | Anna Petrone              | 91 848  | 24,53 | 9 204                          | 2,46    |       |
| +Europa                                   | Anna Petrone              | 91 848  | 24,53 | 7 858                          | 2,10    |       |
| Impegno Civico - Centro Democratico       | Anna Petrone              | 91 848  | 24,53 | 3 837                          | 1,02    |       |
|                                           | Francesco Castiello       | 90 448  | 24,16 | Movimento 5 Stelle             | 90 448  | 24,16 |
|                                           | Luigi Casciello           | 21 202  | 5,66  | Azione - Italia Viva - Calenda | 21 202  | 5,66  |
|                                           | Lorenzo Forte             | 6 826   | 1,82  | Unione Popolare                | 6 826   | 1,82  |
|                                           | Giovanni Golino           | 6 053   | 1,62  | Italexit                       | 6 053   | 1,62  |
|                                           | Antonio Pierri            | 2 253   | 0,60  | Noi di Centro – Europeisti     | 2 253   | 0,60  |
| Totale                                    | Totale                    | 374 417 | 100   |                                | 374 417 | 100   |
|                                           |                           |         |       |                                |         |       |
| Voti non validi                           | Voti non validi           | 21 856  | 5,52  |                                |         |       |
| Votanti                                   | Votanti                   | 396 273 | 57,62 |                                |         |       |
| Elettori                                  | Elettori                  | 687 718 |       |                                |         |       |